# Christian Monschau
Pour les articles homonymes, voir Monschau.
Christian Monschau, né le 19 août 1958 à Mulhouse, est un ancien joueur français de basket-ball devenu entraîneur. Il est le frère de Jean-Luc Monschau.

## Biographie
Ancien joueur emblématique du BC Mulhouse, a connu une carrière de joueur professionnel longue de 12 saisons. Très vite, le cadet des frères Monschau se destine ensuite à une carrière d'entraîneur, comme son frère aîné Jean-Luc.
Sous sa direction, Strasbourg, puis Châlons-en-Champagne (où il a notamment lancé Cyril Akpomedah) accède à la Pro A. En 2004, il prend en charge l'équipe du Havre. Avec ce dernier club, il est élu entraîneur de l'année 2008 par un vote d'internautes et d'un jury composé de représentants de la Fédération française (FFBB), de la Ligue, du syndicat des entraîneurs et des médias.
Le 28 mai 2008, il s'engage pour deux ans avec le Basket Club Maritime Gravelines Dunkerque Grand Littoral. Début mars 2010, il a prolongé son contrat de trois nouvelles années. Il est dorénavant lié au club nordiste jusque juin 2013.
Surnommé « le Sorcier » même s'il avoue lui-même ne pas trop aimer cela, Christian Monschau est connu dans le monde du basket-ball français pour sa passion des statistiques et de leur analyse dans un but de recherche de la performance. Il est ainsi à l'origine, avec son frère Jean-Luc, du premier logiciel utilisé par les clubs de la Ligue nationale de basket-ball.

## Clubs

### Joueur
- 1979 :  Stade clermontois
- 1979-1991 :  Mulhouse BC

### Entraîneur
- 1992-1998 :  Strasbourg IG
- 1998-2000 :  ESPE Châlons-en-Champagne
- 2000-2004 :  AS Golbey-Épinal
- 2004-2008 :  STB Le Havre
- 2008-2017 :  BCM Gravelines-Dunkerque
- 2018-2020 :  SLUC Nancy
- janv.-mai 2020 :  ESSM Le Portel

## Distinction personnelle
- Nommé entraîneur de la saison 2007-2008[1]
- Nommé entraîneur de la saison 2012-2013

## Palmarès
Son palmarès en tant que joueur est :
- Tournoi des As 1989

Son palmarès en tant qu'entraîneur est :
- Semaine des As 2011
- Leaders Cup 2013